# Усть-Пялка
Усть-Пялка — река в Мурманской области России. Длина реки — 58 км, площадь её водосборного бассейна — 261 км².
Протекает в южном направлении, в заболоченной местности, по территории Терского района. Вытекает из озера Пялочного площадью 1,4 км², на высоте 208,1 м над уровнем моря. В верхнем течении пересекает возвышенность Дальние Кейвы. Впадает в реку Пялицу в 1,1 км от её устья по левому берегу.
Населённых пунктов на реке нет, значимых притоков не имеет.
Ширина реки — до 31 м, глубина — до 1,8 м, дно твёрдое, скорость течения — 0,2—0,5 м/с, порожиста, уклон реки — 3,53 м/км. По данным наблюдений с 1962 по 1966 год среднегодовой расход воды в 2,5 км от устья составляет 3,51 м³/с, при среднем минимальном значении 3,16 м³/с и среднем максимальном 3,94 м³/с. Максимальный расход 22,9 м³/с зафиксирован в мае 1964 года.

## Данные водного реестра
По данным государственного водного реестра России и геоинформационной системы водохозяйственного районирования территории РФ, подготовленным Федеральным агентством водных ресурсов:
- Бассейновый округ — Баренцево-Беломорский
- Речной бассейн — бассейны рек Кольского полуострова и Карелии, впадающих в Белое море
- Водохозяйственный участок — реки бассейна Белого моря от западной границы бассейна реки Иоканги (мыс Святой Нос) до восточной границы бассейна реки Нивы, без реки Поной